# Грановський Олександр Анатолійович
Олександр Анатолійович Грановський (нар. 11 березня 1976, Одеса, Українська РСР) — колишній український футболіст, захисник низки українських та іноземних клубів, а також збірної команди України.

## Клубна кар'єра
Вихованець СДЮСШОР одеського «Чорноморця». Перший тренер — Розейнштраух О. Й. Професійні виступи розпочав 1992 року у складі другої команди одеського клубу, яка виступала у першій, а згодом у другій лігах чемпіонату України. За чотири сезони професійної кар'єри, проведені в Одесі, у складі основної команди «Чорноморця» зіграв лише в одній кубковій зустрічі у 1994 році.
Сезон 1995—1996 провів, виступаючи за «Нафтохімік» з Кременчука. Наступний сезон розпочав у складі вінницької «Ниви», а продовжив у Молдові, де протягом усього 1997 року виступав у складі тираспільського «Тилігула». З початку 1998 року — у складі криворізького «Кривбаса», кольори якого захищав до 2003 року (з перервою у 2001—2002 роках, коли він протягом нетривалих періодів часу виступав за львівські «Карпати», а також за російські «Спартак» (Москва) та «Рубін» (Казань)).
З початку 2004 і до кінця 2005 року грає у Харкові — спочатку за «Металіст», а згодом за місцевий «Арсенал». Початок 2006 року проводить у Чехія, де пробує сили у складі празької «Славії», проводить лише 2 гри за дублюючий склад клубу. Влітку повертається до України і залишок 2006 року проводить, виступаюч за черкаське «Дніпро».
З початку 2007 року — знову у Кривому Розі. Цього разу провів у «Кривбасі» 3 роки, відігравши у 38 іграх чемпіонатів України. У січні 2010 року по завершенні контракту з клубом вирішив завершити ігрову кар'єру.

## Виступи за збірну
2001 року викликався до лав національної збірної України, у складі якої відіграв у трьох товариських зустрічах: перший 26 лютогозі збірною Румунії, другий 28 лютого зі збірною Кіпру і третій 15 серпня 2001 року зі збірною Латвії.

## Тренерська кар'єра
У червні 2012 року був призначений старшим тренером молодіжної команди «Кривбасу» (U-21) і очолював її до розпаду влітку 2013 року.
У січні 2014 року поповнив тренерський штаб МФК «Миколаїв», ставши асистентом головного тренера Володимира Пономаренка. Вже в кінці лютого 2014 спростував інформацію про свою роботу в тренерському штабі МФК «Миколаїв».
З січня 2015 увійшов в тренерський штаб одеського «Чорноморця», де став помічником Олександра Бабича. Після звільнення Бабича після невдалого старту чемпіонату (1 очко в 6 перших матчах), 22 серпня 2017 року Грановський був призначений виконувачем обов'язків головного тренера «Чорноморця». 9 жовтня 2017 року стало відомо що він залишив команду. У понеділок 20 березня 2023 року Олег Дулуб, головний тренер ФК «Львів», та його помічник Олександр Грановський були звільнені з тренерського штабу цього клубу.28 жовтня 2023 року увійшов до тренерського штабу черкаського «ЛНЗ» .

## Досягнення
- Чемпіон Росії (1): 2001
- Бронзовий призер чемпіонату України (2): 1998/99, 1999/00;
- Бронзовий призер чемпіонату Молдови (1): 1996/97;
- Фіналіст Кубка України (1): 1999/00